# Giuseppe Colacicco
Giuseppe Colacicco  (ur. 19 stycznia 1904 w Edynburgu. zm. 28 sierpnia 1984 w Surrey) – włoski bokser.
Collacicco brał udział na Igrzyskach Olimpijskich w 1924 roku, uczestniczył w zawodach kategorii półśredniej. W pierwszej rundzie zawodów przegrał z Edgarem Christensenem.